# 军事吹哨人保护法
1988年的《军事吹哨人保护法》（Military Whistleblower Protection Act of 1988，MWPA），修订后为《美国法典》第十条，1034款，是一部保护美国武装部队成员合法披露非法活动的美国法律。

## 《美国法典》第10条，1034款
当出现违反法律或法规时，该法令保护美国武装部队成员作出“受保护的沟通”。禁止成员上级，对做出受保护之陈述的成员进行报复性行为。 
国防部所实施的国会法规 7050.06
（7月23日，2007）
保护以下两点：
1. 任何与国会议员/监察长的合法沟通。
2. 任何武装部队成员有权利揭发，任何形式的违反法律或法规，包括性骚扰或非法歧视，管理不当，资金或其他资源的严重浪费，滥用职权，或有重大和特定性的对公共的健康或安全的危害（行径）。[4]

但合法沟通必须通过以下渠道之一：
1. 国会议员，监察长，或国防部的审核、检查、调查或执法组织成员。
2. 任何其他个人或组织（包括指挥系统里的任何其他个人或组织）在指定的组件规章或其他已建立的行政程序来受理这类投诉。

## 1998年修订版
1998年10月修订了《美国法典》第十条的第1034款的《美国军事吹哨人保护法》（部分），其中包含对军事部监察长和美国国防部监察长办公室将受理报复性指控。 在1998年最重大的变化在于军事部监察长有权限授权保护并调查所收到的报复性指控。这意味着在《美国法典》标题十第1034条授意下，军事人员不再需要直接向国防部监察长处提交受报复之指控。

## 《军事司法统一法典》的效果
根据第92条《军事司法统一法典》，军事人员经证实的报复行为应予处罚。
根据国防部关于纪律或不良行为的规定，经证实的文职雇员施加报复行为应予处罚。但是，人员们不能通过提出受报复申诉以使自己的罪行或不当行为免责。随着管辖人员进行了受保护通讯，以正当理由对该成员采取与人不利的行动的命令，应彻底记录所采取一切行动的依据。

## 立法和法令历史
1985年，在国会众议员芭芭拉·博克瑟的倡议下，向美国众议院提交该法案。1986年，博克瑟法案的实质内容被添加到1987财年《众议院国防授权法》的修正案中。在众议院和美国参议院之间的会议上，这一举措失败了。次年，美国国防部监察长被召至众议院军事委员会国防采办政策小组作证。
美国国防部吹哨人，海军上士迈克尔·R·图法里洛和美国陆军国民警卫队德克萨斯州少校彼得·C·科尔也在听证会上作证。1988年，美国国会通过《军事吹哨人保护法》，以保护向国会议员或监察长合法披露不当行为的军人。它要求美国国防部监察长办公室调查有关吹哨人报复行为的指控。1991年，该法令扩大至保护审计人员、刑事调查人员、检查员和其他国防部执法人员的信息披露。1998年，国会修改了该法令，允许级别较低的监察长接受指控及进行调查，并保留了对美国国防部监察长办公室的监督。

## 2013年修订
2013年12月12日，美国众议院批准2014财年国防授权法案第1714节，大举修改了1988年《军事吹哨人保护法》。
政府问责计划，这一非营利公共利益团体赞扬这一立法为“自1988年军事吹哨人权利立法以来取得的首次重要进步”，并将条款概括为：
- 法定时效：从60天延长至一年，与吹哨人普遍最优保护举措相一致。
- 保护对象：受保护披露者范围扩展至对如下范畴举证的证人，包括国会和执法人员，法院，大陪审团和军事法庭审判。
- 填补言论保护相关漏洞：此次改革与国会在吹哨人保护促进法中所废除的漏洞相同。这些漏洞包括：如果曾有人披露过同一不当行为，那么这位吹哨人将不受保护；口头披露不受保护；吹哨人动机可以被质疑；及吹哨行为是否发生于吹哨人履职期。
- 免受侵害范围扩大：这次改革禁止报复性缩减吹哨人职权，以至于与其军衔不相符的程度。
- 监察长办公室独立调查：这次改革要求，特定监察长办公室对于报复行为所做的调查应由更高一级组织部门实施，而非侵害发生的同一级别部门。
- 行政正当程序听证会：如果对监察长办公室的行动不满，任一成员有权参加军事记录矫正委员会行政正当程序听证会。[11]

2013年12月26日，总统巴拉克·奥巴马将该议案签署为法律。